# Criminal Minds: Suspect Behavior
Criminal Minds: Suspect Behavior er en amerikansk tv-serie fra 2011. Den er en spin-offserie fra Criminal Minds og handler om en gruppe profilers fra FBI's Behavioral Analysis Unit (BAU) i Quantico, Virginia. I et afsnit af Criminal Minds ("The Fight"), træffer dette team det nye team og arbejder sammen for at finde en seriemorder i San Francisco.

## Rolleliste
- Forest Whitaker, Samuel "Sam" Cooper, også kaldt for Coop
- Janeane Garofalo, Beth Griffith
- Michael Kelly, Jonathan "Prophet" Simms
- Beau Garrett, Gina LaSalle
- Matt Ryan, Mick Rawson
- Kirsten Vangsness, Penelope Garcia
- Richard Schiff, Jack Fickler